# Liste des plus hauts bâtiments de Strasbourg
| Rang | Nom                                 | Année | Utilisation | Hauteur (m) | Étages | Localisation  |
| ---- | ----------------------------------- | ----- | ----------- | ----------- | ------ | ------------- |
| 1    | Cathédrale Notre-Dame de Strasbourg | 1439  | Cultes      | 142         | -      | Centre-ville  |
| 2    | Tour de Chimie                      | 1963  | Université  | 73          | 15     | Esplanade     |
| 3    | Bâtiment Louise-Weiss               | 1999  | Bureaux     | 72          | 17     | Wacken        |
| 4    | Tour Europe                         | 1979  | Bureaux     | 62          | 28     | Halles        |
| 5    | Tour Blue Sky                       | 2017  | Logements   | 56          | 19     | Neudorf       |
| 6    | Tour Blue Krystal                   | 2017  | Logements   | 56          | 19     | Neudorf       |
| 7    | Tour Red Sky                        | 2018  | Logements   | 56          | 19     | Neudorf       |
| 8    | Tour Elithis Danube                 | 2018  | Logements   | 56          | 16     | Neudorf       |
| 9    | Tour Schwab                         | 1960  | Logements   | 54          | 18     | Cité de l'Ill |
| 10   | Vision                              | 2019  | Logements   | 54          | 16     | Wacken        |
| 11   | Sky Place                           | 2019  | Logements   | 51          | 17     | Wacken        |
| 12   | Tour Plein Ciel,                    | 2019  | Logements   | 51          | 16     | Halles        |
| 13   | Môle Seegmuller                     | 1932  | Logements   | 50          | 11     | Neudorf       |

## Sources externes
1. ↑  « Les tours Black Swan à Strasbourg | Architecture Anne Démians », sur Architectures Anne Démians (consulté le 24 août 2021).
2. ↑  « 3 Black Swans "Blue Krystal" à Strasbourg : Programme immobilier neuf dans le 67000 », sur icade-immobilier.com (consulté le 24 août 2021).
3. ↑  « Strasbourg : les "Black Swans", ces trois tours noires qui dominent la ville », sur France Bleu, 15 décembre 2017 (consulté le 24 août 2021).
4. ↑  Rédaction du Blog de la Robertsau, « Tour Schwab : les travaux sont finis ! - Robertsau.eu », sur robertsau.eu (consulté le 24 août 2021).
5. ↑  # Logements # Archipel Wacken, « Skyplace / Strasbourg – OSLO architectes », sur oslo-architectes.fr (consulté le 24 août 2021).
6. ↑  « L'immeuble Plein Ciel étoffe la skyline de Strasbourg », Le Moniteur,‎ 11 avril 2019 (lire en ligne, consulté le 24 août 2021)
7. ↑  « Mutation immobilière. [ARTICLE ET DIAPORAMA] La tour de Spiral inaugurée place de Haguenau, à Strasbourg: Plein Ciel au-dessus de l’A35 », sur dna.fr (consulté le 24 août 2021).
8. ↑  « Tour Plein Ciel », sur Moeding Keramikfassaden (consulté le 24 août 2021).